# Helga Hošková-Weissová
Helga Hošková-Weissová (* 10. listopadu 1929 Praha) je česká akademická malířka, která se ve své tvorbě výrazně věnuje tématu holokaustu, který sama jako terezínské dítě na vlastní kůži zažila. Její spolubydlící Francka v Terezíně jí do deníku napsala: „Hodiny utrpení zapomeň, ale čemu tě naučily, nikdy.“

## Biografie
Narodila se do židovské rodiny bankovního úředníka Otty Weisse a jeho ženy Ireny, švadleny v domácnosti. Vyrůstala na Praze-Libni a s matkou chodila do Smíchovské synagogy.
V deseti letech byla pro svůj židovský původ vyloučena ze školy a v roce 1941 společně s rodiči deportována do koncentračního tábora Terezín.
„Já jsem měla takovou malinkou panenku, protože velkou jsem si s sebou vzít nemohla, ta by se byla nevešla do předepsaného zavazadla, měli jsme povolených 50 kilo. A tak jsem si vezla jen malinkou panenku, měla jsem jí v kapse. Udělala jsem jí batoh, upletla jsem jí svetr a dala jsem jí transportní číslo. Jela se mnou do Terezína.“
Helga Hošková-Weissová v Hyde Parku Civilizace na ČT24 28.8.2021
Zde si vedla deník a kreslila dění kolem sebe. Od července 1942 žila v dívčím domově L410. 
„Hlavní samozřejmě bylo sehnat něco k jídlu. Takže jsme někde sehnali třeba kousek toho tuřínu. V Terezíně nebyla žádná vozidla. K dispozici dali staré pohřební vozy. A na těch pohřebních vozech se dopravovalo úplně všechno. Nejen mrtvoly, ale třeba i chleba. Takže pohřebním vozem s nápisem „Péče o mládež“ si děti vozily chleba. Chleba na pohřebním voze je jeden z typických obrázků."
Helga Hošková-Weissová v Hyde Parku Civilizace na ČT24 28.8.2021
V roce 1944 byla společně s matkou deportována do koncentračního tábora Osvětim a poté do Freibergu, kde pracovala v letecké továrně. V polovině dubna 1945 byla poslána do koncentračního tábora Mauthausen, kde se dočkala osvobození americkou armádou 5. května.
Byla spoluzakladatelkou Terezínské iniciativy.

## Výtvarná kariéra
Mimo jiné je autorkou kreseb z terezínského ghetta, z nichž vznikl její legendární soubor Maluj, co vidíš. V souvislosti s jejím životním jubileem pořádalo Židovské muzeum v Praze v Galerii Roberta Guttmana od 15. října do 29. listopadu 2009 výstavu její retrospektivní tvorby.
V roce 1950 začala studovat na Vysoké škole uměleckoprůmyslové v Praze u profesora Emila Filly. Svá studia dokončila o pět let později v ateliéru Aloise Fišárka. Začátkem 60. let se začala vypořádávat s hrůzami druhé světové války a koncentračních táborů, které vyjádřila v díle Kalvárie. V roce 1965 odjela na studijní stipendium do Izraele a na jaře 1968 vystavila v pražské Španělské synagoze obrazy, které během své studijní cesty namalovala. Název expozice byl Obrázky z putování po Svaté zemi.
V období po sovětské okupaci Československa v srpnu 1968 ji nebylo umožněno vystavovat svá díla a přestala na několik let tvořit. Vyučovala pak na lidové škole umění.
Kromě České republiky vystavovala po sametové revoluci v různých evropských zemích, např. na výstavách v Rakousku, Švýcarsku, Německu, Itálii a ve Spojených státech.

### Ocenění
- 1993: za celoživotní dílo vyznamenána udělením čestného doktorátu na Massachusetts College of Art v Bostonu
- 2009: Medaile Josefa Hlávky
- 28. října 2009: Medaile Za zásluhy, udělena Václavem Klausem
- 2023: ocenění Beauty of Help Award od Nadace Krása pomoci